# Lycée de la cathédrale de Magdebourg
Le lycée œcuménique de la cathédrale de Magdebourg est un lycée chrétien indépendant de Magdebourg. Ce qui est particulier, c'est l'obligation de suivre des cours de religion, de trois langues étrangères et d'informatique en 7e et 8e années.

## Histoire
Il existe de nombreux diplômés notables de cette école. Martin Luther est étudiant à l'école de la cathédrale de Magdebourg, prédécesseur du lycée

### Moyen Âge
L'histoire du lycée de la cathédrale remonte au début du Moyen Âge. En 937, un an après son couronnement, Otton Ier fonde l'abbaye Saint-Maurice de Magdebourg en l'honneur de Saint-Maurice, auquel est également rattachée une école monastique. En 968, l'école de l'abbaye est transformée en école cathédrale,

### Temps modernes
Vers 1530, l'école cathédrale de Magdebourg cesse d'enseigner parce que l'école catholique est soumise à la concurrence des écoles nouvellement fondées pendant la Réforme. Elle est refondée en 1676 à l'occasion de la célébration du centenaire du premier service protestant à la cathédrale de Magdebourg, initialement comme école primaire à une classe, qui grandit progressivement et s'agrandit au cours des années suivantes jusqu'à ce qu'elle compte déjà quatre classes. en 1680.
En 1810, le gouvernement du royaume de Westphalie ordonne la dissolution du chapitre cathédral et confisque ses biens. C'est grâce à l'engagement du recteur de l'époque, Gottfried Benedict Funk (de), que les locaux scolaires de l'école cathédrale et les appartements des professeurs sont préservés. Le bâtiment de la Kreuzgangstraße 5 (de) fait également partie des appartements des professeurs. Le successeur de Gottfried Funk est Johann Andreas Matthias (de) en 1814. La même année, l'école cathédrale est reprise par l'État prussien.

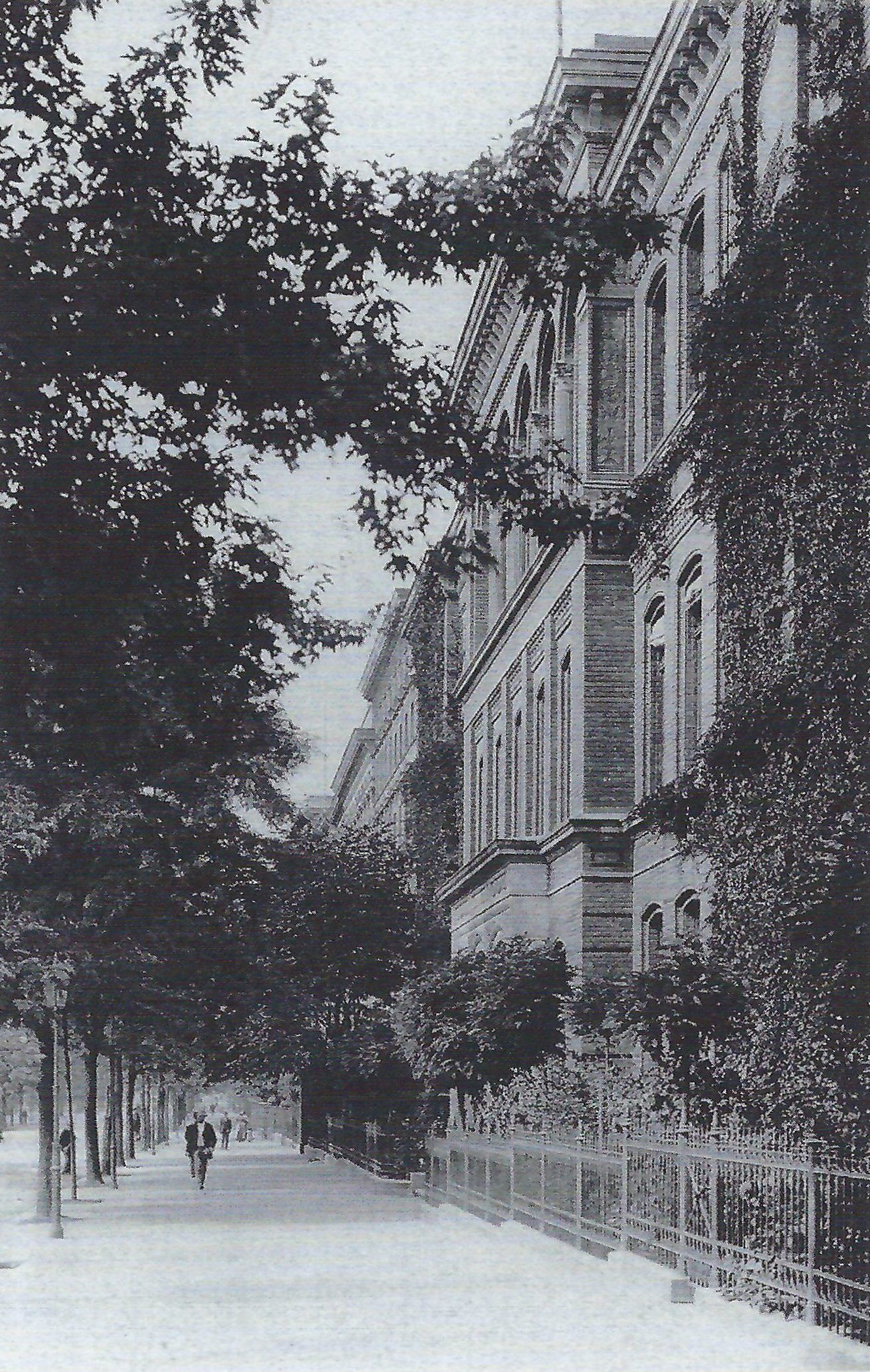
Nouveau bâtiment au début des années 1890

À partir de 1822, l'école cathédrale est d'abord rebaptisée lycée de la cathédrale, puis plus tard lycée royal de la cathédrale de Magdebourg. En 1841, le corps étudiant est pour la première fois divisé en neuf classes (Sexta à Oberprima) et quelques années plus tard, des cours de gymnastique sont également introduits. Le 17 octobre 1881, le lycée emménage pour la première fois dans le bâtiment scolaire nouvellement construit, à l'époque Augustastraße 5 (aujourd'hui : Hegelstraße).

### Première moitié duXXesiècle
En 1901, un lycée réformé avec le français comme première langue étrangère et des cours de latin commencés plus tard est ajouté au lycée cathédrale et le drapeau de l'école est inauguré. Après la fin de la Première Guerre mondiale et de la monarchie, le nom est à nouveau changé en 1919 pour devenir le lycée d'État de la cathédrale de Magdebourg. En 1928, le lycée et la pédagogie fusionnent pour former le lycée unifié de la cathédrale et de l'abbaye de Magdebourg . Le lycée réformé jusque-là rattaché est progressivement démantelé au cours de la même période.
La prise du pouvoir par les nationaux-socialistes en 1933 entraîne d'importantes coupes dans le système scolaire allemand. Contrairement à toutes les autres écoles secondaires de Magdebourg, le lycée est autorisé à continuer à utiliser le titre « lycée » dans son nom officiel. Même si des généralisations sur la communauté en raison du grand nombre d'étudiants et/ou d'enseignants ne sont pas possibles et qu'il n'existe (encore) pratiquement aucune preuve, il faut partir du principe qu'il y a à la fois une adaptation au régime national-socialiste et une résistance : les documents survivants dans Dans les Archives principales de l'État de Magdebourg, on peut voir par exemple qu'en 1933, un enseignant a retiré une photo d' Adolf Hitler à l'école et que « l'attitude marxiste-communiste » d'un autre enseignant est présente dans le discours public.  Dans le même temps, en 1937, le directeur principal des études interdit au prédicateur de la cathédrale - en référence à la séparation de l'Église et de l'État et au statut d'école publique nationale-socialiste - d'organiser une cérémonie de communion scolaire qui a lieu auparavant régulièrement. Le déclenchement de la guerre en 1939 conduit finalement à l'arrêt presque complet des cours scolaires en raison des inscriptions volontaires parmi les élèves, de la 6e à la 8e année. Les classes fonctionnent comme des classes auxiliaires de la Luftwaffe. En 1945, la bibliothèque des professeurs avec 25 000 volumes et le toit de l'auditorium sont détruits lors de raids aériens.

### École Humboldt
Après la fin de la guerre, les classes de l'école Bismarck sont intégrées au lycée cathédrale. Cependant, seules les années 9 à 12 sont poursuivies et le russe est introduit comme matière obligatoire. Dès lors, l’école est soumise aux règlements de l’administration militaire soviétique, est rebaptisée « École supérieure Humboldt » en 1950 en raison de pressions politiques et déménage deux fois jusqu'en 1972. L'école est l'une des neuf écoles de RDA qui proposent des cours de grec ancien (il y a beaucoup plus d'écoles proposant des cours de latin). Après la révolution pacifique en RDA en 1989, le nom est changé en lycée Humboldt. Le lycée est une école européenne depuis 1997. Le lycée est fermé en 2008

### Lycée œcuménique de la cathédrale
Le lycée cathédrale est refondé en lycée privé en 1991 en tant que lycée œcuménique à l' initiative des parents et rebaptisé lycée œcuménique de la cathédrale (ÖDG) en 1993. En 2000, le lycée peut réintégrer son bâtiment d'origine, Hegelstraße 5. L'école secondaire œcuménique de la cathédrale est membre du groupe de travail des écoles à orientation chrétienne en parrainage indépendant de l'État de Saxe-Anhalt . En 2006, le lycée obtient le statut d'école européenne par le ministre de l'Éducation Jan-Hendrik Olbertz (de). L'école est inscrite comme monument sur la liste des monuments (de) de l'État de Saxe-Anhalt sous le numéro d'enregistrement 094 82704

## Étudiants notables du lycée
Trié par année de naissance
- Martin Luther (1483–1546), théologien et réformateur
- Georg Philipp Telemann (1681–1767), compositeur
- Bernhard Kühns (de) (1682–1729/30), pédagogue et théologien
- Ludwig Martin Kahle (1712–1775), juriste et philosophe
- Johann Matthias von Bernuth (de) (1716–1797), directeur de chambre du conseil de guerre et des domaines à Clèves
- Jakob von Bernuth (de) (1729–1797), conseiller de guerre et des domaines à Hamm
- Johann Friedrich Gottlieb Goldhagen (de) (1742–1788), professeur de médecine et d'histoire naturelle à l'université de Halle
- Heinrich Philipp Goldhagen (de) (1746–1826), juriste et directeur criminel
- Johann Georg Christoph Neide (de) (1756–1836), pédagogue et théologien protestant
- Wilhelm Anton von Klewiz (1760–1838), ministre prussien des Finances
- Johann Karl Simon Morgenstern (1770–1852), professeur d'esthétique, d'éloquence et de philologie ancienne
- Joseph Emil Nürnberger (de) (1779–1848), fonctionnaire des postes, mathématicien, astronome et écrivain
- Friedrich Albert Immanuel Mellin (de) (1796–1859), architecte
- Carl Friedrich Koch (de) (1802–1871), conseiller privé de gouvernement et de médecine à Mersebourg
- Karl Scheele (de) (1810–1871), théologien protestant et enseignant
- Hermann Gruson (1821–1895), entrepreneur
- Friedrich Bötticher (de) (1826–1895), maire de Magdebourg
- Mehmed Ali Pascha (de) (Karl Detroit, 1827–1878), chef d'état-major turco-ottoman né à Magdebourg
- Albert Fischer (de) (1829–1896), théologien, hymnologue
- Richard Voigtel (de) (1829–1902), maître d'œuvre de la cathédrale de Cologne
- Rudolf Ernst Wolf (de) (1831–1910), entrepreneur
- Ernst Hundt l'Ancien (de) (1832–1906), pasteur dans l'Altmark
- Hugo Holstein (de) (1834–1904), philologue, 1864-1875 enseignant
- Werner Fritze (de) (1836–1925), entrepreneur, homme politique local
- Walther Brecht (de) (1841–1909), juriste, directeur de la compagnie de chemin de fer Lübeck-Büchen
- Richard Aßmann (1845–1918), météorologue
- Friedrich Funk (de) (1847–1897), maire de Dessau, député du parlement d'Anhalt
- Richard Werth (de) (1850–1918), gynécologue
- Ernst Schwartzkopff (de) (1852–1904), architecte
- Friedrich Wilhelm Franz Meyer (1856–1934), mathématicien
- Friedrich Robert Emanuel Baensch (de) (1857–1928), éditeur, imprimeur et conseiller commercial
- Johannes Gloël (de) (1857–1891), ecclésiastique protestant et professeur d'université à Erlangen
- Johannes Baensch-Drugulin (de) (1858–1945), propriétaire d'une imprimerie, président de l'Association allemande des imprimeurs de livres
- Robert Philippson (de) (1858–1942), philologue classique
- Johannes Schlaf (1862–1941), dramaturge
- Gustav Breddin (de) (1864–1909), directeur d'école et entomologiste
- Friedrich Schrader (de) (1865–1922), journaliste, spécialiste de l'islam
- Paul F. Linke (de) (1876–1955), philosophe
- Gyula Grosz (de) (1878–1959), médecin
- Erich Kreutz (de) (1884–1943), juriste administratif, maire de Cottbus et de Brandebourg-sur-la-Havel
- Georg Bessell (de) (1891–1976), professeur de lycée et historien à Bremerhaven et Brême
- Heinrich Germer (de) (1900–1952), homme politique local
- Otto Riemer (de) (1902–1977), historien, écrivain et critique musical
- Günter Bust (de) (1930–2005), pédagogue musical et compositeur
- Dieter P. Meier-Lenz (de) (1930–2015), auteur, poète et éditeur
- Eberhard Jüngel (1934–2021), théologien

## Professeurs notables du lycée
- Ernst Nöldechen (mort en 1894), professeur
- Gustav Rebling (de) (1821-1902), professeur de chant
- Johannes Wilhelm Boysen (de) (1834-1870), poète, professeur de 1863 à 1866
- Gustav Holzmüller (de) (1844-1914), mathématicien
- Daniel Decourdemanche (1910-1942), professeur d'échange en 1930, écrivain français

## Recteurs notables du lycée
- Johann Georg Lohmeyer (de) (mort en 1680), recteur de 1675 à 1680
- Christian Müller (de) (1666-1746), recteur de 1694-1740
- Johann Gottlieb Immermann (de) (1707-1777), recteur de 1740-1753
- Johann Eustachius Goldhagen (de) (1701-1772), recteur 1753-1772
- Gottfried Benedict Funk (de) (1734-1814), recteur 1772-1814
- Johann Andreas Matthias (de) (1761-1837), recteur 1814-1837
- Karl Funk (de) (1781-1857), recteur 1838-1848
- Friedrich Wiggert (de) (1791-1871), recteur 1849-1860
- Johannes Horkel (1820-1861), recteur 1860-1862
- George Wichert (de) (1811-1876), recteur 1862-1876
- Friedrich Holzweissig (de) (1846-1922), recteur 1895-1907
- Karl Weidel (de) (1875-1943), directeur principal des études 1932-1937

## Étudiants notables de l'école pédagogique de l'abbaye Notre-Dame
- Gotthilf Sebastian Rötger (de) (1749-1831), éducateur
- Heinrich Zschokke (1771-1848), écrivain et homme politique
- Carl Leberecht Immermann (1796-1840), écrivain
- Matthias Schumann (de) (1851-1896), statisticien
- Ludwig Hermann Otto Finzenhagen (de) (1860-1931), organiste et compositeur
- Heinrich Loewe (de) (1869-1951), journaliste, homme politique sioniste
- Paul Jaeger (de) (1869-1963), théologien protestant (membre des chrétiens allemands), écrivain
- Georg Kaiser (1878-1945), dramaturge

## Professeurs notables de l'école pédagogique de l'abbaye Notre-Dame
- Johann Jakob Rambach (de) (1737-1818), recteur 1760-1765
- Friedrich Ernst Vorberg (de) (1733-1808), recteur de 1765 à 1766/67
- Gotthilf Sebastian Rötger (de) (1749-1831), qui y enseigne à partir de 1771, est prévôt de 1780 à 1830
- Friedrich August Göring (de) (1771-1840), y enseigne de 1796 à 1815, recteur sous Rötger à partir de 1800 et directeur du lycée Sainte-Catherine de Lübeck à partir de 1815
- Johann Friedrich Jacob (de) (1792-1854), éducateur, philologue classique et plus tard directeur du lycée Sainte-Catherine de Lübeck ; enseigne à la pédagogie avant 1815
- Albert Karl Ernst Bormann (de) (1819-1882), éducateur, philologue classique, recteur de 1873 à 1881
- Christian Georg Kohlrausch (1851-1934), professeur de gymnastique, redécouvre le lancer du disque
- Karl Weidel (de) (1875-1943), premier professeur de pédagogie de 1914 à 1918 ; membre des chrétiens allemands proches du national-socialisme, il est directeur des écoles unifiées de 1932 à 1937.